# Robert Tucker
Robert Tucker (1832-1905) va ser un matemàtic anglès que va ser secretari de la London Mathematical Society més de 35 anys.

## Vida i Obra
Fill d'un militar que havia lluitat a la Guerra del Francès espanyola, Tucker va estudiar al Saint John's College de la universitat de Cambridge on va ser 35é wrangler de la promoció de 1855. Després va ser professor de matemàtiques al University College de Londres des de 1865 fins a 1899.
Tucker és conegut pels que avui coneixem con cercles de Tucker, una família de cercles invariants en els desplaçaments paral·lels.
També és conegut per haver estat el editor dels Mathematical Papers de William Kingdon Clifford el 1882.
Tucker va fer de secretari de la London Mathematical Society des de 1867 fins a 1902.
També va ser un gran col·leccionista de fotografies de matemàtics. La seva col·lecció de fotos anomenada Col·lecció Tucker, la conserva la London Mathematical Society a la casa de De Morgan.